# João Pessoa
João Pessoa este un oraș în Paraíba (PB), Brazilia.

## Personalități născute aici
- Mayssa Pessoa (n. 1984), handbalistă;
- Matheus Cunha (n. 1999), fotbalist.

1. ↑  GitHub